# إديسون جوزيف
إديسون جوزيف (بالإنجليزية: Edison Joseph)‏ (27 نوفمبر 1986 بلاغوس في نيجيريا - ) هو لاعب كرة قدم نيجيري في مركز الوسط. لعب مع نادي باس همدان ونادي شهرداري بندر عباس ونادي غويزهو رينهي ونادي كهر دورود لرستان.